# Crossarchus platycephalus
Crossarchus platycephalus är en däggdjursart som beskrevs av Edward Alphonso Goldman 1984. Crossarchus platycephalus ingår i släktet Crossarchus och familjen manguster. Inga underarter finns listade i Catalogue of Life.
Populationen listades länge som den östliga underarten av Crossarchus obscurus. Efter flera studier under 1990-talet godkänns den som art. Uppdelningen i två arter bekräftades 2014 i samband med undersökningar av skillnader i skallens konstruktion och i genetiken.

## Utseende
Crossarchus platycephalus blir med svans 45 till 70 cm lång och den har en mankhöjd av 18 till 20 cm. Honor är med en vikt mellan 500 och 1000 g tydlig mindre än hannar som väger 900 till 1500 g. Däremot finns förutom vikten och de yttre könsdelarna inga andra skillnader mellan båda kön. Pälsen på ovansidan bildas av svartbruna hår med ljusare spetsar vad som ger ett prickigt utseende. I motsats till Crossarchus obscurus har arten en tydlig tofs av hår framför öronen och ett mer avplattat huvud. Annars kännetecknas huvudet av en långsträckt nos samt av korta avrundade öron. Denna mangust har fem fingrar och tår och alla är utrustade med klor. Framtassarnas klor är längre än bakfötternas klor. Vid kinderna och nära djurets anus förekommer körtlar och med körtelvätskan markeras reviret. Liksom andra släktmedlemmar har Crossarchus platycephalus i varje käkhalva 3 framtänder, 1 hörntand, 3 premolarer och 2 molarer, alltså 36 tänder.

## Utbredning
Denna mangust förekommer från Benin till södra Kamerun. Arten lever bland annat i låglandet och den når i bergstrakter 1600 meter över havet. Habitatet utgörs av regnskogar, ofta nära vattendrag och dessutom besöks odlade områden.

## Ekologi
Arten har i princip samma levnadssätt som andra kusimanser. Den är aktiv på dagen och lever i familjegrupper. I samband med fortplantningen markerar hannar reviret oftare än utanför parningstiden. Crossarchus platycephalus äter främst ryggradslösa djur som maskar, snäckor och insekter samt mindre ryggradsdjur som grodor, ödlor, ormar, småfåglar och små däggdjur. Ibland kompletteras födan med frukter och bär. Till exempel från oljepalmer eller från växter av släktet Aspilia.

## Status
Crossarchus platycephalus är inte sällsynt i sitt utbredningsområde som är ganska stort. Den jagas ibland för köttets skull (bushmeat). Arten kan i viss mån anpassa sig till landskapsförändringar och den hittas i flera naturskyddsområden. IUCN kategoriserar den globalt som livskraftig.